# Émile Hogard
Pour les articles homonymes, voir Hogard.
Émile Louis Ernest Hogard, né le 12 mars 1894 à Xermaménil et mort le 8 janvier 1990 à Paris 15e Arrondissement, est un général français du XXe siècle.
Il s'illustre lors de la Seconde Guerre mondiale au sein des goumiers marocains. D'abord comme adjoint du général général Guillaume lors de la campagne d'Italie au sein du corps expéditionnaire français et lors de la libération de Marseille en août 1944 puis, à leur tête, lors des campagnes de France et d'Allemagne.

## Biographie

### Première Guerre mondiale
Émile Hogard, issu d'une famille lorraine, est élève officier de l'École spéciale militaire de Saint-Cyr en 1913-1914 (promotion De la Croix du Drapeau). Tout juste sorti de Saint Cyr, il rejoint son régiment, le 79e RI, dans les rangs duquel il est une première fois blessé sur la Somme comme sous-lieutenant chef de section le 25 septembre 1914. Il reçoit alors sa première palme sur sa croix de guerre, et il est fait chevalier de la Légion d'honneur à 20 ans. Un an plus tard, il est nommé lieutenant et reçoit le commandement de la 7e compagnie du 79e RI. Nommé capitaine en 1916, à l'âge de 22 ans, il s'illustre aux combats de la côte 304 devant Verdun, de Maurepas sur la Somme et de Deuxville devant Nancy. Il est grièvement blessé à la tête le 1er juillet 1916, trépané et immobilisé plusieurs mois. Rétabli, il prend, en mars 1917, le commandement de la 12e compagnie du 95e RI. Blessé trois fois, cinq fois cité dont deux fois à l'ordre de l'armée et trois fois à l'ordre du corps d'armée durant la Grande Guerre.

### Entre-deux-guerres
Il participe ensuite de 1926 à 1933 à la conquête du Maroc avant de faire l'École de guerre à Paris. Il y gagne deux nouvelles palmes sur sa croix de guerre des TOE et la croix d'officier de la Légion d'honneur.

### Seconde Guerre mondiale

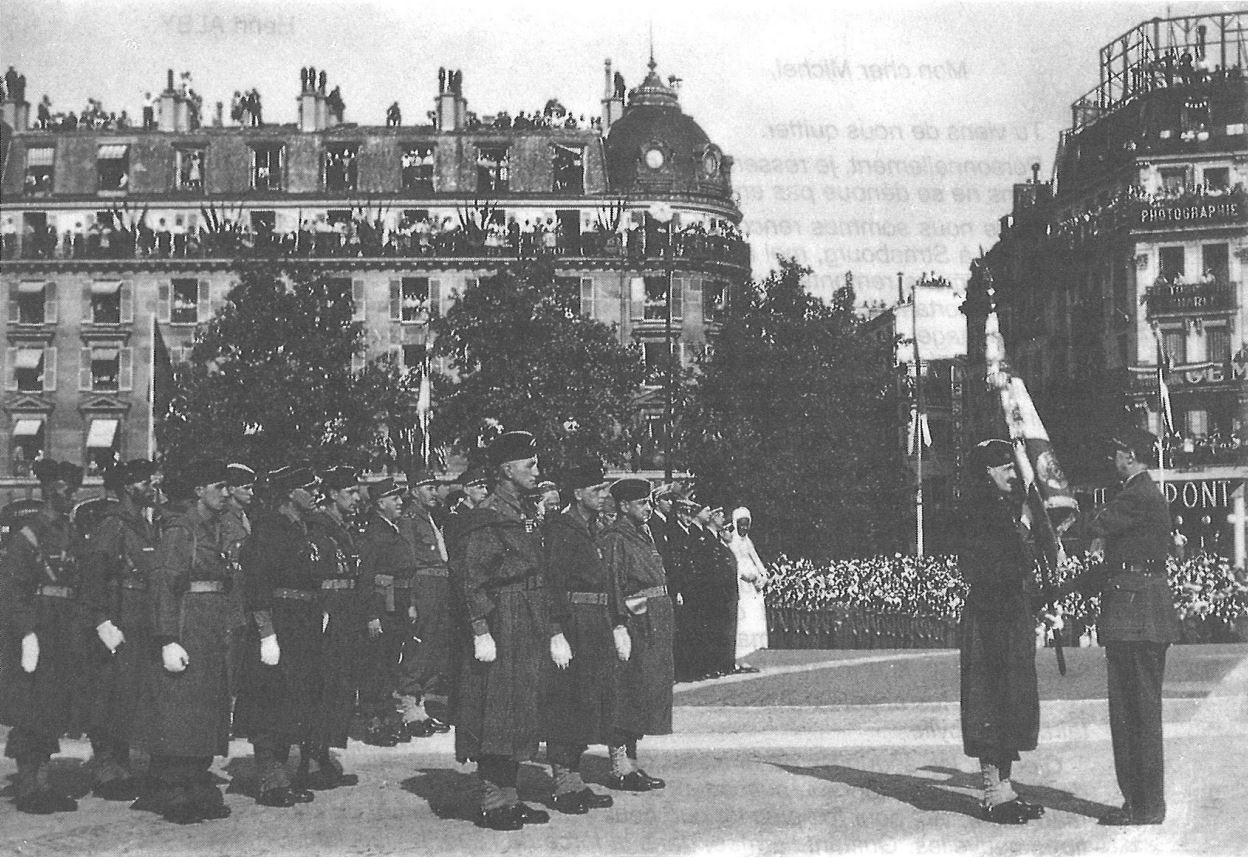
Le 14 juillet 1945 à Paris, le général de Gaulle remet le drapeau des goums au colonel Hogard, commandant des GTM.

Chef de corps d'un régiment de Tirailleurs Marocains en 1940, puis chef d'état-major d'une division en Algérie, il est l'adjoint de son camarade de promotion le général Guillaume au commandement des Goums Marocains pendant la Seconde Guerre mondiale. Il en prend ensuite le commandement en tant que colonel lorsque le général Guillaume prend le commandement de la 3e Division d'Infanterie Algérienne le 14 septembre 1944. Il conduit, à l'automne 1944, les goumiers dans les Alpes, dans le massif des Vosges pendant l'hiver 1944-45 puis jusqu'en Allemagne en 1945. Ces campagnes lui valent deux nouvelles palmes sur sa croix de guerre et la cravate de commandeur de la Légion d'honneur. Alors qu'il commande les troupes d'occupation de la subdivision de Constance en Allemagne, il est promu général de brigade en 1948.

### Après-guerre
Admis en deuxième section en 1951, grand officier de la Légion d'honneur, il est pendant 18 ans, notamment pendant la période difficile qui suit la guerre d'Algérie, le secrétaire général de la Saint-Cyrienne (1951-1969), avant d'en devenir le secrétaire général honoraire.
Il décède en 1990 et est inhumé dans le caveau familial à Xermaménil (Meurthe-et-Moselle), berceau de sa famille.

## Décorations
- Grand officier de la Légion d'honneur[1] ; commandeur en mai 1945[2] ; officier en décembre 1930[2], chevalier en octobre 1914[2].
- Croix de guerre 1914–1918 (5 citations dont deux palmes et trois étoiles de vermeil)
- Croix de guerre des Théâtres d'opérations extérieurs (2 palmes)
- Croix de guerre 1939–1945 (2 palmes)
- Insigne des blessés militaires (4 blessures)[2]
- Commandeur de l'ordre du Ouissam alaouite chérifien (Maroc)

## Hommage
Une rue porte son nom en son honneur et celui de son fils Jacques (« rue des Généraux-Hogard ») dans la commune de Xermaménil en Meurthe-et-Moselle.

## Famille
Il est le père du général Jacques Hogard et le grand-père du colonel Jacques Hogard, du général Jean-François Hogard et du général Bruno Cuche.

### Ouvrages
- Paul Gaujac, Les goums marocains 1941-1945, l'Esprit du temps, 2021

### Articles
- « In memoriam : Le général Emile Hogard (1894-1990) », dans La Koumia : Bulletin de l'Association des anciens des goums marocains et des affaires indigènes en France, no 116, mars 1990, pp. 19–21 (→ lire en ligne)